# Médan
Médan är en kommun i departementet Yvelines i regionen Île-de-France i norra Frankrike. Kommunen ligger i kantonen Poissy-Nord som tillhör arrondissementet Saint-Germain-en-Laye. År 2022 hade Médan 1 305 invånare.

## Befolkningsutveckling
Antalet invånare i kommunen Médan
| Referens: INSEE |